# Dexi és Bumbi
A Dexi és Bumbi (eredeti cím hollandul: Als je begrijpt wat ik bedoel, angolul: The Dragon That Wasn't (Or Was He?)) 1983-ban bemutatott holland rajzfilm, amely Marten Toonder képregénye alapján készült. Hollandiában 1983. február 3-án mutatták be a mozikban.
Amerikában 1987-ben, Magyarországon 1991-ben adták ki VHS-en.

## Szereplők
| Szereplő                | Eredeti hang          | Magyar hang     |
| ----------------------- | --------------------- | --------------- |
| Olivér Bumbi            | Fred Benavente        | Konrád Antal    |
| Cicmic                  | Trudy Libosan         | Kökényessy Ági  |
| Joe cirkuszigazgató     | André van den Heuvel  | Szabó Ottó      |
| Hipp, Joe társa         | Gees Linnebank        | Beregi Péter    |
| James                   | Luc Lutz              | Harkányi Endre  |
| Dickerdack polgármester | Lo van Hensbergen     | Gruber Hugó     |
| Szimat rendőrfelügyelő  | Joan Remmelts         | Dengyel Iván    |
| Toszka főszerkesztő     | Will Van Selst        | Láng József     |
| Argus újságíró          | Arnold Gelderman      | Varga T. József |
| Csámpi                  | Harrie Geelen         | Bor Zoltán      |
| Fűszeres                | Paul Haenen           | Balázsi Gyula   |
| Mrs. Flo                | Tonny Huurdeman       | Földessy Margit |
| Mrs. Szimat             | Tonny Huurdeman       | Czigány Judit   |
| Márkikikiri             | Ger Smit              | Makay Sándor    |
| Dr. Kuruzslaki          | Ger Smit              | Uri István      |
| Nővér                   | Maya Bouma            | Némedi Mari     |
| Polgármester felesége   | Elly Van Stekelenburg | Örkényi Éva     |
| Toszka felesége         | Elly Van Stekelenburg | Kassai Ilona    |
| Rendőr tiszt            | Sacco van der Made    | Haraszin Tibor  |
| TV-bemondó              | Fred Emmer            | Bozai József    |

## Televíziós megjelenések
Duna TV 